# Crotalaria bellii
Crotalaria bellii là một loài thực vật có hoa trong họ Đậu. Loài này được Windler & S.G.Skinner miêu tả khoa học đầu tiên.